# C/2004 F4 (Bradfield)
C/2004 F4 lub Kometa Bradfielda – kometa długookresowa, którą można było zobaczyć gołym okiem w roku 2004.

## Odkrycie i nazwa
Kometę tę odkrył astronom amator australijski William Bradfield 23 marca 2004 roku. W nazwie znajduje się nazwisko odkrywcy.

## Orbita komety
Orbita komety C/2004 F4 ma kształt bardzo wydłużonej elipsy o mimośrodzie 0,999. Jej peryhelium znajduje się w odległości 0,17 j.a., aphelium zaś aż 476,2 j.a. od Słońca. Jej okres obiegu wokół Słońca wynosi ok. 3676 lat, nachylenie do ekliptyki to wartość 63,2˚.